# Filoxeno (notário)
Filoxeno (em latim: Philoxenus) foi um oficial bizantino do século V ou VI. Segundo um dos papiros publicados nos Papiri greci e latini, era um notário e teria realizado pagamentos, em ocasião desconhecida, de um ou dois soldos a vários indivíduos.